# 拉博尔德
拉博尔德（法語：Laborde，法語發音：[labɔʁd]）是法国上比利牛斯省的一个市镇，属于巴涅尔德比戈尔区

## 地理
拉博尔德（43°1'52"N, 0°17'43"E）面积1.82 平方千米，位于法国奧克西塔尼大區上比利牛斯省，该省份为法国西南部内陆省份，北至热尔省，西接大西洋比利牛斯省，南与西班牙接壤，东临上加龙省。
与拉博尔德接壤的市镇（或旧市镇、城区）包括：隆内、阿罗代、比朗、埃斯帕罗斯。

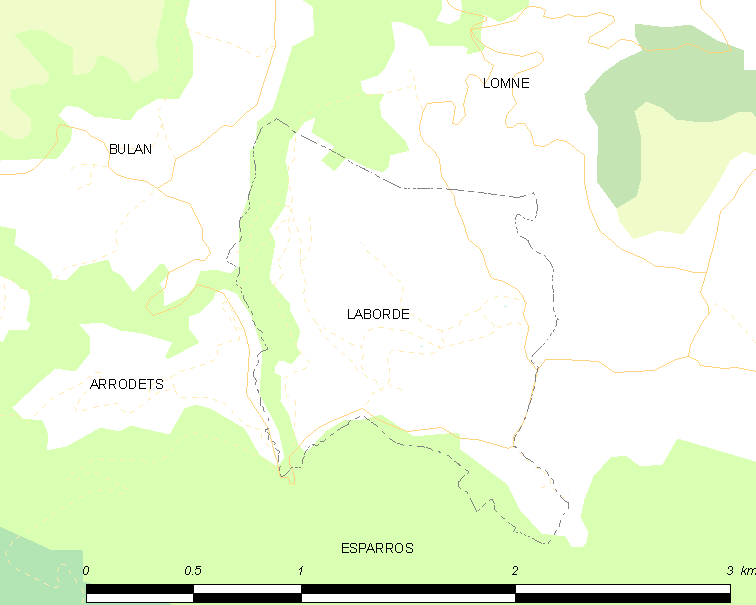
拉博尔德的OSM定位图

拉博尔德的时区为UTC+01:00、UTC+02:00（夏令时）。

## 行政
拉博尔德的邮政编码为65130，INSEE市镇编码为65241。

## 政治
拉博尔德所属的省级选区为内斯特-欧尔-卢龙县。

## 人口

1962-2008年间拉博尔德人口变化图示

拉博尔德于2022年1月1日时的人口数量为84人。